# الجمعية الإحصائية الملكية
الجمعية الإحصائية الملكية (RSS) هي جمعية علمية بريطانية للإحصاءات، وهيئة مهنية للإحصائيين، وجمعية خيرية تروج لإحصاءات الصالح العام.

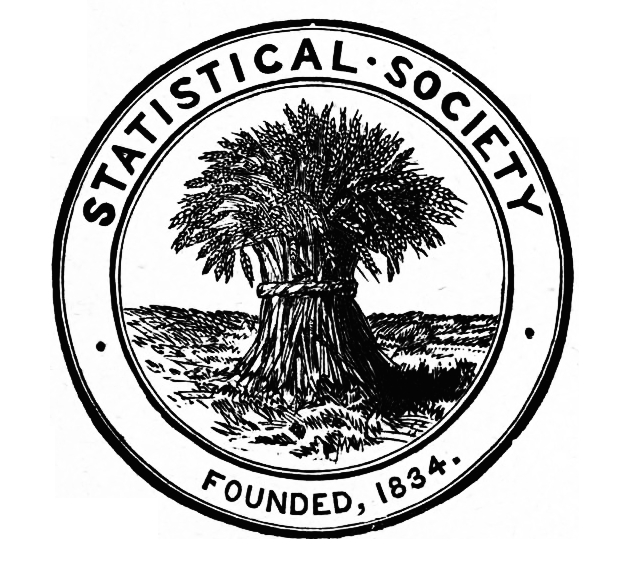
ختم الجمعية

تأسست الجمعية في عام 1834 باسم الجمعية الإحصائية في لندن، على الرغم من وجود جمعية إحصائية أخري في لندن غير ذات صلة في وقت مبكر من عام 1824. في ذلك الوقت كان هناك العديد من جمعيات الإحصائيات الإقليمية في جميع أنحاء بريطانيا، ولكن معظمها لم يستمر. تم تشكيل الجمعيات بهدف جمع المعلومات حول المجتمع. أشارت فكرة الإحصائيات إلى المعرفة السياسية أكثر من كونها سلسلة من الأساليب. أطلق الأعضاء على أنفسهم «إحصائيين» وكان الهدف الأصلي هو «... جمع الحقائق وترتيبها ونشرها لتوضيح حالة المجتمع وآفاقه» واستبعدت فكرة تفسير البيانات أو الحصول على آراء صريحة.

## روابط خارجية
- Official page على تويتر.
- MacTutor: الجمعية الإحصائية الملكية
- مشروع الجمعيات العلمية: RSS

### مقاطع فيديو
- قناة RoyalStatSoc  على يوتيوب